# Ernest Nagel
Ernest Nagel (Praga, 1901-1985) fue un filósofo estadounidense de origen checo, uno de los teóricos más importantes de Filosofía de la ciencia de su tiempo. Se licenció en Ciencias en la City College de Nueva York y obtuvo el doctorado en la Universidad de Columbia, de la que después sería profesor. Su obra fundamental es La estructura de la ciencia. Nagel fue el primero en formular que posicionando analíticamente las equivalencias entre los términos de diferentes ciencias, uno podría eliminar todos los compromisos ontológicos, excepto los estrictamente necesarios de cada ciencia. Se proponía así analizar la lógica de la investigación científica y la estructura lógica de sus productos intelectuales.

## Obras
- Una Introducción a la lógica y el método científico (junto con Morris R. Cohen, 1934)
- El teorema de Gödel (1958) (español Tecnos 1970)
- La estructura de la ciencia:Problemas de la lógica de la investigación científica(1961)